# Selské povstání na Moravě (1821)
Selské povstání na Moravě roku 1821 bylo lidové povstání, které trvalo od března do července roku 1821 za účelem stanovení nižsí míry poddanské daně. Jednalo se zároveň o historicky poslední selské povstání, tedy povstání proti principům feudálního hospodářského systému, v českých zemích.

## Průběh a důsledky
Samotné povstání bylo vyvrcholením špatné hospodářské situace po nedávno skončených napoleonských válkách, které na počátku 19. století také přímo zasáhly území západní, střední a jižní Moravy. Svůj podíl v oblasti mělo též zvýšení kriminality, včetně známého případu loupežné bandy Jana Jiřího Grasela, oběšeného roku 1818.
Nepokoje vyvolala dezinformace o tom, že by v rámci nového daňového zákona měla být zrušena také robota. V březnu 1821 se sešlo celkem 20 sedláků z oblasti západní Moravy a Jihlavska v Rudlicích na Znojemsku, na pozvání rudlického rycháře Martina Viklického. Zde bylo ujednáno, že na protest proti vysokému poddanskému daňovému zatížení poddanští sedláci 25. března neosejí pole vlastněná šlechtou. Povstání se pak rychle šířilo též mimo západní Moravu: do jižních Čech, na Jindřichohradecko, Jihlavsko, Brněnsko či Přerovsko na středomoravské Hané. Sedlákům, kteří se k povstání nechtěli připojit, bylo pak nezřídka vyhrožováno.
Moravský zemský gubernator hrabě Antonín Bedřich I. Mitrovský z Nemyšle vypravil do vzbouřených krajů zvláštního komisaře barona Forgáče, jenž jako jediný z gubernialních radů uměl trochu česky, i s početným vojenským kontingentem. K radikálnějším akcím pak přikročil dvorský komisař rada baron Mayern (uměl aspoň poněkud česky), který v průběhu července a srpna 1821 vzpouru s posílenými vojenskými sbory potlačil.
Za původce vzpoury byli označeni především sedláci z Rudlic a okolí: okolo 150 lidí bylo dopraveno do Brna a odsouzeno k trestům vězení od dvou měsíců do dvou let, někteří byli dále odsouzeni k trestu bití holí. Věznění byli drženi v brněnské pevnosti Špilberk a v káznici na Cejlu, řada z nich pak věznění nepřežila.
K definitivnímu zrušení roboty v Rakouském císařství pak došlo až s koncem metternichovské éry, roku 1848.

## Památka
Na paměť povstání byl v Rudlicích rou 1921 v rámci stého výročí od vypuknutí povstání odhalen kamenný pomník s pamětní deskou.